# محمد بن إبراهيم مسعود
محمد إبراهيم مسعود (29 ربيع الأول 1337 هـ الموافق 1919/1/19) درس في مدرسه الفلاح بجده، والتحق بالجامعة الوطنية في لبنان (كليه التجارة)، وهو من رموز الدبلوماسية السعودية وأبرز مسؤوليها. والوكيل السابق لوزارة الخارجية، وزير الدولة عضو مجلس الوزراء.

## حياته المهنية
- أستاذ وأمين صندوق بمدرسة الفلاح بجده 1355 - 1356 هـ، ثم الالتحاق بالجامعة والعودة نهاية عام 1360 هـ الموافق 1939 م.
- كاتب شفره مكتب المعادن والأشغال العمومية (وزارة المالية) في عام 1361/1/1 هـ.
- رئيس قسم التموين بدرجة مدير عام في 1362/1/1 هـ.
- بأمر الملك عبد العزيز عين كمستشار عربي وضابط اتصال بالسفارة الأمريكية في الفترة 1363- 1371 هـ.
- وزير مفوض بسفارة الملك في بغداد 1378/7/1 هـ. عاصر خلالها ثورة عبد الكريم قاسم.
- سفير (وكيل خارجية بالنيابة) 1380/9/15 هـ.
- وكيل وزاره الخارجية أصيل 1388/2/24 هـ.
- وكيل وزاره الخارجية بالمرتبة الممتازة في 1391/7/1 هـ.
- وزير الدولة للشئون الخارجية بالنيابة عام 1395 هـ.
- وزير دولة وعضو مجلس الوزراء في 1395/10/8 هـ حتى تقاعد في عام 1995 م وفي تلك الفترة عمل كوزير بالإنابة: لوزارة الإعلام، وزارة البترول والثروة المعدنية، وزارة الحج، وزارة البرق والبريد والهاتف.
- عضو في اللجنة العامة لمجلس الوزراء.
- عضو في مجلس الخدمة المدنية لعدة دورات.
- عضو اللجنة الملكية لإعداد نظام الحكم ونظام المقاطعات ونظام مجلس الشورى.
- عضو لجنة اعداد نظام المراسم الملكية.
- عضو في العديد اللجان السياسية والاقتصادية.

## عضوية اللجان التأسيسية
- عضو اللجنة التأسيسية لجامعة الملك عبد العزيز.
- عضو اللجنة التأسيسية لمدارس روضة المعارف الأهلية.
- عضو اللجنة التأسيسية لمؤسسة البلاد ونائب المدير العام، ثم مشرفا عاما على المؤسسة ودار البلاد للطباعة.
- عضو اللجنة التأسيسية لنادي البحر الأحمر وعضو مجلس الإدارة.

## الانجازات في خدمة الاقتصاد الوطني
- عضو اللجنة التأسيسية للشركة الدنماركية السعودية لصناعة الألبان، جدة والرياض.
- عضو اللجنة التأسيسية لمخزن الأدوية العربية السعودي.
- عضو اللجنة التأسيسة لشركة الناقلات العربية الإسبانية.
- عضو اللجنة التأسيسية لشركة برايتون السعودية لصناعة الرخام.

## الإنتاج العلمي
بعض الكتابات والمقالات في الصحف السعودية.

## اللغات الأجنبية
الإنجليزية تحدثا وقراءة وكتابة والمام جيد باللغة الفرنسية.

## المؤتمرات والوفود التي جرى الاشتراك فيها
- عضو وفد المملكة برئاسة الأمير عبد الله الفيصل إلى بريطانيا وأمريكا عام 1953 م.
- عضو وفد المملكة برئاسة الملك سعود إلى أمريكا وشمال أفريقيا عام 1973 م.
- رئيس وفد المملكة للسنغال لحضور احتفالات استقلاله للفترة من 1380/10/14 هـ إلى 1380/10/29 هـ.
- عضو وفد المملكة للكويت للتهنئة بذكرى استقلاله في الفترة 1381/1/8 هـ إلى 1381/1/10 هـ.
- عضو وفد المملكة لحضور اجتماعات مجلس الجامعة العربية بالرياض في الفترة 1381/10/16 هـ إلى 1381/11/6 هـ.
- رئيس وفد المملكة لنيروبي لحضور حفلات استقلال كينيا في الفترة 1383/7/24 هـ إلى 1383/8/7 هـ.
- الممثل الشخصي لالملك لحضور اجتماع الممثلين الشخصيين للملوك والرؤساء العرب في القاهرة في الفترة من 1385/4/30 هـ إلى 1385/5/4 هـ.
- اشترك في الوفد الرسمي للتعزية في وفاة رئيس الجمهورية العربية المتحدة (جمال عبد الناصر) برئاسة صاحب السمو الملكي الأمير فهد بن عبد العزيز.
- عضو الوفد للكويت في مهمة رسمية برئاسة صاحب السمو الملكي الأمير نواف بن عبد العزيز بتاريخ 1390/9/21 هـ للمباحثات في تأسيس اتحاد الإمارات العربية.
- مندوب المملكة في القاهرة في مهمه رسمية في الفترة 1390/7/29 هـ إلى 1390/8/1 هـ.
- رئيس الوفد الكويتي المشترك إلى الكويت في مهمة رسمية في الفترة 1390/9/20 هـ إلى 1390/9/24 هـ. ثم إلى إمارات الخليج في الفترة 1390/11/6 هـ إلى 1390/11/25 هـ للاشتراك في المفاوضات لتأسيس اتحاد الإمارات العربية.
- رئيس وفد المملكة لمؤتمر اعداد ميثاق منظمة المؤتمر الإسلامي الذي عقد في جدة بتاريخ 1391/4/27 هـ وانتخب رئيسا للمؤتمر.
- مندوب المملكة في مهمة رسمية إلى إمارات الخليج في الفترة 1391/2/17 هـ إلى 1391/2/25 هـ.
- مندوب المملكة إلى قطر في مهمة رسمية 1391/7/14 هـ.
- رئيس وفد المملكة في مهمة رسمية إلى القاهرة في الفترة 1392/4/7 هـ إلى 1392/4/13 هـ.
- عضو وفد المملكة برئاسة صاحب السمو الملكي الأمير فهد بن عبد العزيز في زيارته الرسمية لتونس في الفترة 1392/7/2 هـ إلى 1392/7/17 هـ.
- عضو وفد المملكة برئاسة صاحب السمو الملكي الأمير فهد بن عبد العزيز في زيارته الرسمية إلى لندن في فترة 1392/12/30 هـ إلى 1393/1/3 هـ.
- عضو وفد المملكة لحضور الاجتماع الذي عقد في الدمام مع وفد اتحاد الإمارات العربية.
- عضو وفد المملكة إلى ليبيا برئاسة صاحب السمو الملكي الأمير فهد بن عبد العزيز في الفترة 1393/12/23 هـ إلى 1393/12/26 هـ.
- عضو وفد المملكة العربية السعودية إلى القاهرة برئاسة صاحب السمو الملكي الأمير فهد بن عبد العزيز في الفترة 1394/5/7 هـ إلى 1394/5/11 هـ.
- عضو وفد المملكة العربية السعودية إلى الولايات المتحدة الأمريكية وبريطانيا برئاسة صاحب السمو الملكي الأمير فهد بن عبد العزيز في الفترة 1394/5/13 هـ إلى 1394/5/23 هـ.
- رئيس وفد المملكة العربية السعودية تلبية لدعوة الموجهه لمعاليه لزيارة بورندي وإلى أثينا 1394/6/25 هـ وإلى القاهرة من 1394/8/3 هـ حتى 1394/8/6 هـ.
- رئيس وفد المملكة العربية السعودية إلى الجزائر لحضور مؤتمر وزراء الخارجية والبترول لدول الاوبك في الفترة 1395/1/11 هـ إلى 1395/1/15 هـ.
- عضو وفد المملكة العربية السعودية إلى القاهرة برئاسة نائب وزير الدفاع لحضور اجتماعات مجلس الدفاع العربي المشترك في الفترة 1395/1/23 هـ إلى 1395/1/26 هـ.
- عضو وفد المملكة العربية السعودية إلى الجزائر برئاسة صاحب السمو الملكي الأمير فهد بن عبد العزيز لحضور قمة أوبك في فترة 1395/2/16 هـ إلى 1395/2/24 هـ.
- رئيس وفد المملكة العربية السعودية للقاهره لحضور مؤتمر وزراء خارجية الدول العربية في الفترة 1395/4/10 هـ إلى 1395/4/16 هـ.
- عضو وفد المملكة العربية السعودية إلى اسبانيا برئاسة صاحب السمو الملكي الأمير عبد الله بن عبد العزيز النائب الثاني لرئيس مجلس الوزراء لحضور الاحتفالات بتتويج ملك اسبانيا خوان كارلوس.
- رئيس وفد المملكة العربية السعودية للتعزية في وفاة الرئيس جيموكنياتا في كينيا والرئيس الشاذلي بن جديد في الجزائر.
- مبعوث المملكة العربية السعودية إلى سوريا 1396/3/29 هـ لبحث مشكلة لبنان.
- مندوب المملكة العربية السعودية في لجنة منظمة المؤتمر الإسلامي للدفاع عن البوسنة والهرسك في مجلس الأمن في نيويورك ثم الأمم المتحدة في جنيف.
- رئيس وفد المملكة العربية السعودية لؤتمر وزراء الإسكان العرب عام 1987 م.
- رئيس وفد المملكة العربية السعودية لاجتماع وزراء خارجية التعاون العربي الأفريقي في القاهرة عام 1988 م.
- رئيس وفد المملكة العربية السعودية لاجتماعات وزراء خارجية دول معاهدة الحد من انتشار الأسلحة الكيميائية في باريس عام 1989 م.
- رئيس وفد المملكة العربية السعودية لاجتماعات وزراء خارجية دول مجلس الجامعة العربية ومنظمة المؤتمر الإسلامي ودول عدم الانحياز عدة مرات.
- رئيس وفد المملكة العربية السعودية للإحتفالات الفاتح في سبتمبر عان 1987 م وعام 1988 م وعام 1989 م في ليبيا وإلى احتفالات ثوره العراق عام 1989 م واحتفالات إثيوبيا باستقلالها عان 1987 م وعام 1989 م.
- عضو وفد المملكة العربية السعودية للتعزية في وفاة الرئيس السوري حافظ الأسد عام 2000 م
- شارك كعضو في عدة اجتماعات لقمة مجلس التعاون لدول الخليج العربية ومنظمة المؤتمر الإسلامي.
- مثل المملكة العربية السعودية في مؤتمر المصالحة المتعلق بلنان والذي عقد في جنيف ثم لوزان.
- ممثل للمملكة العربية السعودية في وفد وزراء خارجية الجامعة العربية للأمم المتحدة لبحث الوضع في الأراضي المحتلة.
- عضو في الوفد الرسمي لصاحب السمو الملكي الأمير عبد الله بن عبد العزيز ولي العهد نائب رئيس مجلس الوزراء رئيس الحرس الوطني ثناء زيارته لندن عام 1984 م وواشنطن 1985 م.
- المبعوث الشخصي لخادم الحرمين الشريفين للعديد من ملوك ورؤساء الدول الشقيقة والصديقة منذ عهد الملك سعود بن عبد العزيز -.

## اوسمة ونياشين
حائز على اوسمة ونياشين من حكومات المملكة العربية السعودية، اسبانيا، مصر، لبنان، موريتانيا، السنغال، الصين، أمريكا، تونس، كوريا الجنوبية. 

## وفاته
تُوفي في يوم الجمعة 3 شوال 1421ه، الموافق 29 ديسمبر 2000م ودفن في مقبره المعلاة في مكة المكرمة. 

## مقال
حظي الشيخ محمد إبراهيم مسعود بلقب (الموفد الخاص) خلال عمله الرسمي في وزارة الخارجية في عام 1951 كوزير مفوض ثم وكيل للوزارة في عام 1968 وايضا كوزير دولة في عهد الملك فيصل والملك خالد وخادم الحرمين الشريفين الملك فهد بن عبد العزيز، إذ كان مكلفا وموفدا يحمل الرسائل الخاصة للقيادة السعودية إلى ملوك وقادة وزعماء ورؤساء الدول الخليجية والعربية والإسلامية والدولية. وتجدر الإشارة هنا إلى أن الفقيد بدأ حياته العملية مبكرا في الدولة فهو من الرعيل الأول للمسؤولين السعوديين الذين عملوا مع الملك عبد العزيز لمدة 15 عاما، قبل تأسيس وزارة الخارجية رسميا في عام 1930. وبذلك يمكن القول، ان الراحل محمد إبراهيم مسعود قد وقف شاهدا حقيقيا على تاريخ سعودي كامل خلال الحقبة الماضية إضافة إلى لعبه دورا كبيرا في تأسيس هوية الدبلوماسية السعودية، حتى تعيينه وزيرا للدولة عضو مجلس الوزراء في الفترة من 1975 ـ 1995.
ويسجل التاريخ الدبلوماسي السعودي الدور الذي لعبه محمد إبراهيم مسعود في العديد من الاتفاقيات والمعاهدات الدولية التي أبرمتها الرياض مع جاراتها في منطقة الخليج وبعض الدول العربية، ومن أبرزها معاهدة الحدود السعودية ـ اليمنية واتفاقية الحدود السعودية ـ العُمانية. ونال الفقيد الراحل لدوره البارز العديد من الاوسمة والنياشين من حكومات العديد من الدول، من بينها: إسبانيا ومصر ولبنان وموريتانيا والسنغال والصين والولايات المتحدة وتونس.
وهنا يقول الدكتور نزار عبيد مدني وكيل وزارة الخارجية السعودية تعليقا على وفاة محمد إبراهيم مسعود لـ«الشرق الأوسط»: «لقد كانت حياته حافلة بالبذل والعطاء والجهود المخلصة في خدمة الدين والمليك والوطن امتدت لنحو 60 عاما». مضيفا «ولا شك ان خدمته لوزارة الخارجية كانت علامة مميزة وبارزة في مسيرتها، ترك من خلالها بصمات واضحة على العمل الدبلوماسي، وتعايش من خلالها على نشأة وزارة الخارجية وصاحب مراحل تطورها وتوسع علاقات السعودية الدبلوماسية حتى تقلد منصب وكيل الوزارة». وقال أيضا «من خلال عملي الطويل مع الفقيد تلمست فيه الانضباط التام والقدرة القيادية والحنكة الدبلوماسية مع التواضع الجم والاخلاق الفاضلة، داعيا الله ان يتغمده بواسع رحمته وأن يدخله فسيح جناته وان يلهم أهله الصبر والسلوان».
وتحمل سيرة الراحل قصصا عديدة تعلم منها القريبون منه أثناء عمله إذ تلقوا خلالها نصائح وتجارب عميقة في فن العمل الدبلوماسي. وأتيحت في هذا الشأن فرصة لنجله رحاب المستشار في السفارة السعودية في واشنطن، الذي عاصر جزءا من حياة الفقيد أثناء عمله ورحلاته. وهو يقول هنا: «تلقيت نصائح عديدة منه في مقدمتها: الهدوء في التصرفات واللباقة وان تكون مؤمنا ايمانا كاملا بوطنك ورسالتك وأمينا وصادقا في النقل، فهي أمانة يؤتمن عليها».
موضحا في هذا الشأن انه تلقى تجربة عميقة تعلم خلالها من الفقيد كيف يكون الدبلوماسي دبلوماسيا. ويسرد رحاب قصة هذه الحادثة، بأنها تمثلت في مرافقته لوالده في رحلة نقل فيها رسالة من القيادة السعودية إلى السلطان قابوس بن سعيد حول اتفاقية الحدود السعودية ـ اليمنية. ويقول «تصادف ان السلطان قابوس التقى مبعوثا روسيا قبيل لقائنا، وحينما جاء موعد لقائنا فوجئت بأن والدي بدأ الحديث في أمور أخرى لا تتعلق بموضوع الرسالة فقد تحدث معه في الادب والشعر والموسيقى، واندمج الاثنان في هذا الحديث، ثم تحدث معه بعد ذلك في موضوع الرسالة». واضاف «لدى عودتي في الطائرة سألته حول سبب بدء الحديث عن الادب والشعر والموسيقى عوضا عن الموضوع الرئيسي». وهنا قال لي «على الدبلوماسي ان يتحسس مشاعر من يتحدث اليهم حتى تكون رسالتك ناجحة، فليس المهم ان تكون دبلوماسيا ناقلا للرسالة فقط بل يجب ان تكون ملما بجميع الظروف المحيطة بالمهمة المكلف بها مثل: الحالة النفسية لمن ستنقل اليه الرسالة، واهتماماته وغيرها من العوامل التي تؤثر ايجابا في كيفية نقل الرسالة». مشددا على القول «لقد كان درسا لن انساه».
وسألت «الشرق الأوسط» رحاب عن المسؤولية التي تركها والده الراحل فيه باعتباره النجل الوحيد له الذي يعمل في حقل الدبلوماسية، فأجاب «من الصعب ان يصل الابن إلى مرحلة والده، فقد كان جبلا شامخا يصعب الوصول اليه».
وتحدث رحاب عن الحياة الخاصة والعائلية لوالده وكيفية تعامله مع أبنائه فقد اشيع عنه الصرامة والحزم والشدة معهم، فقال «هذا صحيح فقد كان صارما دون قسوة وكان حازما دون عنف»، وتمثل حزمه الشديد ـ والحديث لرحاب ـ في عدم التهاون والتساهل فيما يتعلق بالواجبات الدينية. واذكر انه كان يصر ان نرافقه في شهر رمضان لأداء العمرة يوميا. ومن الصفات التي كان يتشدد فيها دون تساهل «الصدق في التعامل والاعتراف بالخطأ، وهو اسلوب كان أيضا في عمله». ويقول أيضا «كان أبا حنونا بارا بوالديه يهتم باسرته بشكل عجيب رغم مسؤولياته».
ويلفت نجل الفقيد الراحل النظر إلى أن والده كان يرفض كتابة مذكراته لفلسفة خاصة كان يؤمن بها رغم الحاح أبنائه عليه في هذا الجانب على اعتبار أن هذه المذكرات تمثل جزءا كبيرا ومهما من التاريخ السعودي، وهو يقول في هذا الجانب «في آخر أيامه سألني عن قضية لوكربي وآخر الاوضاع فيها، وانتهزت هذه الفرصة لأقول له إن رئيس الوزراء اليمني السابق محسن العيني قد نشر مذكراته، فلماذا لا يرد على هذه المذكرات خاصة وأنه جزء منها»، فرد لي القول: كنت دائما أقول لك إن عملي مؤتمن عليه، وأنا شخص لا أحب الكذب، إذا أردت كتابة هذه المذكرات فيجب أن أقول الصدق ولا أغير الحقائق بدون تزييف أو تغيير، وهذا يصعب جدا». سيرة ذاتية ـ من مواليد مدينة جدة، غرب السعودية، عام 1919.